# Pasar Jumat
Pasar Jumat is een bestuurslaag in het regentschap Kaur van de provincie Bengkulu, Indonesië. Pasar Jumat telt 456 inwoners (volkstelling 2010).